# Fekete Kéz (zsarolás)

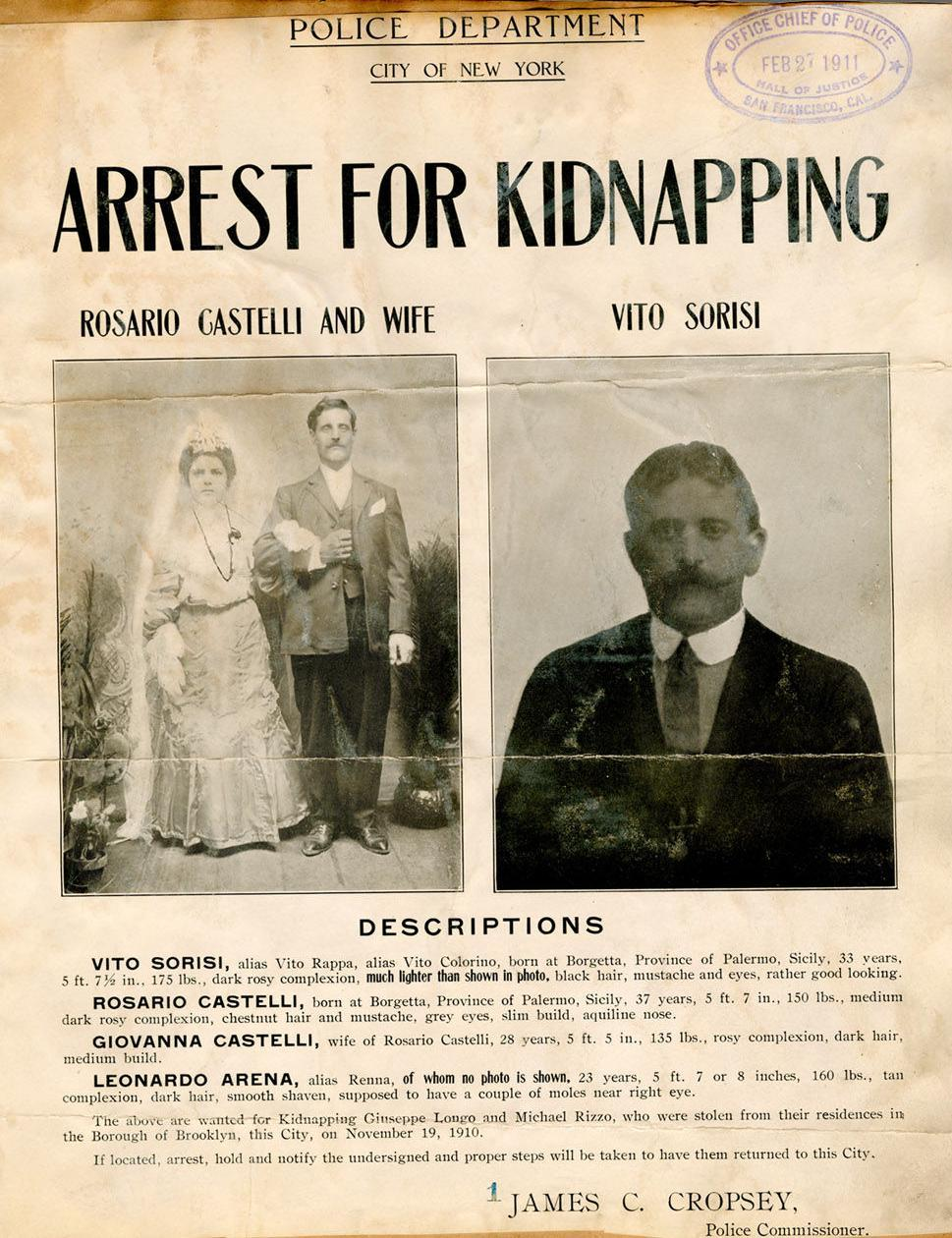
A New York-i rendőrség körözési plakátja a Fekete Kéz tevékenységéről, 1910

A Fekete Kéz (olaszul: Mano Nera) egyfajta olasz zsarolási módszer volt. Eredetileg a tizennyolcadik században alakult ki, a Fekete Kéz zsarolást a későbbi tizenkilencedik században a bevándorlók hozták az Egyesült Államokba. A Fekete Kéz a zsarolás egyik formája volt, és a Camorra valamint a maffia gengszterei alkalmazták ezt a módszert. A huszadik század első felében az amerikai újságok néha megemlítették a szervezett "Fekete Kéz Társaságát", egy olaszokból, főként szicíliai bevándorlókból álló bűnszervezetet; sok szicíliai azonban vitatta a létezését, és tiltakozott a vele kapcsolatos negatív etnikai sztereotípia ellen, de nem ez volt az egyetlen nézőpont az olasz-amerikaiak körében. Il Telegrafo: The Evening Telegraph, a New York-i olasz-amerikai közösség újsága 1909. március 13-án vezércikket nyomtatott Joseph Petrosino meggyilkolására reagálva, amelyben részben ez állt: "Petrosino meggyilkolása rossz nap az amerikai olaszok számára, és egyikünk sem tagadhatja többé, hogy az Egyesült Államokban létezik egy Fekete Kéz Társaság.".

## Eredete
A Fekete Kéz gyökerei már az 1750-es években a Nápolyi Királyságba vezethetők vissza. Az angol nyelvű kifejezés kifejezetten az 1880-as években az Egyesült Államokban olasz bevándorlók által létrehozott szervezetre utal. A bevándorlók egy része bűnszövetkezeteket hozott létre, amelyek egymás mellett éltek, és nagyrészt a bevándorlótársakat ejtették áldozatul. 
1900-ra a Fekete Kéz működése szilárdan rögzült a nagyvárosok olasz közösségeiben, többek között Philadelphiában, Chicagóban, New Orleansban, Scrantonban, San Franciscóban, New Yorkban és Detroitban.  1907-ben a pennsylvaniai Hillsville-ben, a pennsylvaniai New Castle-től néhány mérföldre nyugatra fekvő faluban felfedezték a Fekete Kéz főhadiszállását. 1907-ben a Fekete Kéz Hillsville-ben iskolát hozott létre, hogy a tagokat a stiletto használatára képezze ki. 1907-ben rendszerint a sikeresebb bevándorlókat célozták meg, bár New Yorkban és más közösségekben az olasz bevándorlók és munkások akár 90%-a is veszélybe került a zsarolás miatt.
A Fekete Kéz tipikus taktikája az volt, hogy levelet küldtek az áldozatnak, amelyben testi sértéssel, emberrablással, gyújtogatással vagy gyilkossággal fenyegették meg. A levélben egy meghatározott pénzösszeget követeltek, amelyet egy meghatározott helyre kellett eljuttatni. A levelet fenyegető szimbólumokkal díszítették, például füstölgő pisztollyal, hóhérhurokkal, koponyával vagy vértől csöpögő vagy emberi szívet átszúró késsel, és gyakran egy "a figyelmeztetés egyetemes jeleként feltartott", vastag fekete tintával nyomott vagy rajzolt kézzel írták alá. 
Mike Dash szerző szerint "ez utóbbi volt az, ami arra inspirált egy újságírót, aki a The New York Heraldnak írt, hogy a közleményeket "Fekete Kéz" levelekként emlegesse - ez a név megragadt, és hamarosan a Little Italy-i bűnözés szinonimájává vált." A "Fekete Kéz" kifejezést az amerikai sajtó könnyen átvette, és általánosította egy szervezett bűnszövetkezet elméletére, amely "The Black Hand Society" néven vált ismertté.
Enrico Caruso énekes kapott egy Fekete Kéz levelet, amelyre egy fekete kéz és egy tőr volt rajzolva, 2000 dollárt követelve. Úgy döntött, hogy fizet, "és amikor ez a tény nyilvánosságra került, kapitulációjáért "egy halom fenyegető levéllel jutalmazták, amely egy lábnyi magasságig ért", köztük egy másik levéllel ugyanattól a bandától, amelyben immár 15 000 dollárt követeltek." Az esetet jelentette a rendőrségnek, akik elintézték, hogy a pénzt egy előre megbeszélt helyen leadja, majd letartóztattak két olasz üzletembert, akik a pénzt átvették. 
A bűnözők esetenként erőszakot alkalmaztak a Fekete Kéz terveivel küzdő bűnüldöző tisztviselőkkel szemben. A Fekete Kéz műveleteihez kapcsolódó merényletek áldozatai közé tartozik David Hennessy New Orleans-i rendőrfőnök és Joseph Petrosino, a New York-i rendőrség hadnagya. 

## Fordítás
- Ez a szócikk részben vagy egészben  a   Black Hand (extortion) című angol Wikipédia-szócikk ezen változatának fordításán alapul.  Az eredeti cikk szerkesztőit annak laptörténete sorolja fel. Ez a jelzés csupán a megfogalmazás eredetét és a szerzői jogokat jelzi, nem szolgál a cikkben szereplő információk forrásmegjelöléseként.